# Dobroyd Castle
Dobroyd Castle er et landsted, der ligger i byen Todmorden, West Yorkshire, England. Det blev opført til John Fielden, en lokal mølle-ejer og søn af Honest John Fielden der var pParlamentsmedlem.
Bygningen blev oprindeligt brugt som privat hjem, men har siden været brugt som skole og en buddhistisk center. Bygningen bliver brugt af et aktivitetscenter til Primary School Groups.
Det er en listed buliding af anden grad